# Nézem

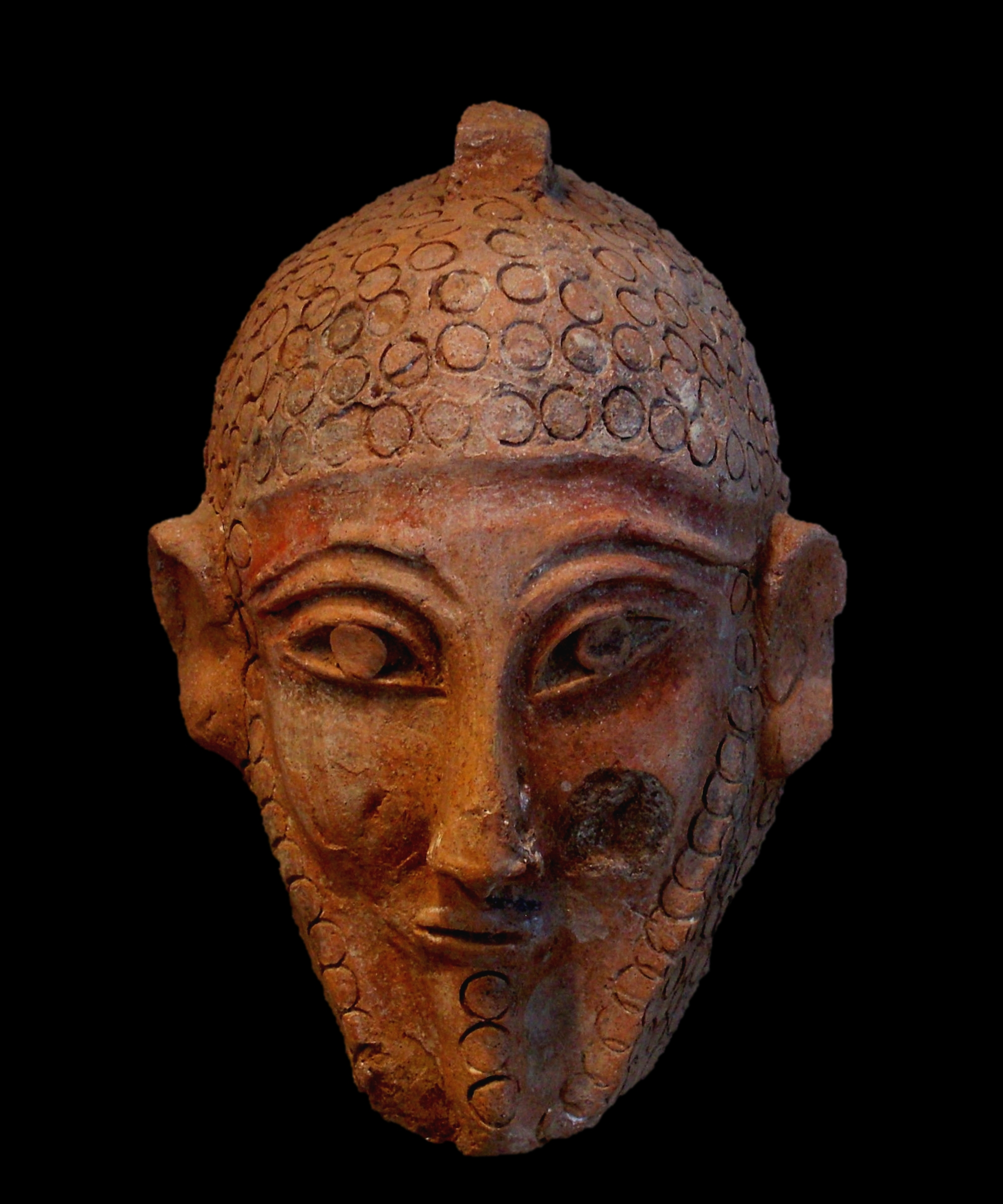
Masque avec trou d'anneau nézem

Le nézem était un anneau de métal placé dans le nez dans la civilisation phénico-punique. Les masques de céramique retrouvés lors des fouilles des sépultures en particulier en Tunisie et conservés pour partie au musée national du Bardo ont gardé parfois le trou nécessaire à son placement.